# اسخیندل
اسخیندل (به هلندی: Schijndel) یک منطقهٔ مسکونی در هلند است که در برابانت شمالی واقع شده‌است. اسخیندل ۱۰ متر بالاتر از سطح دریا واقع شده‌است.